# مرسوم ملكي (إسبانيا)

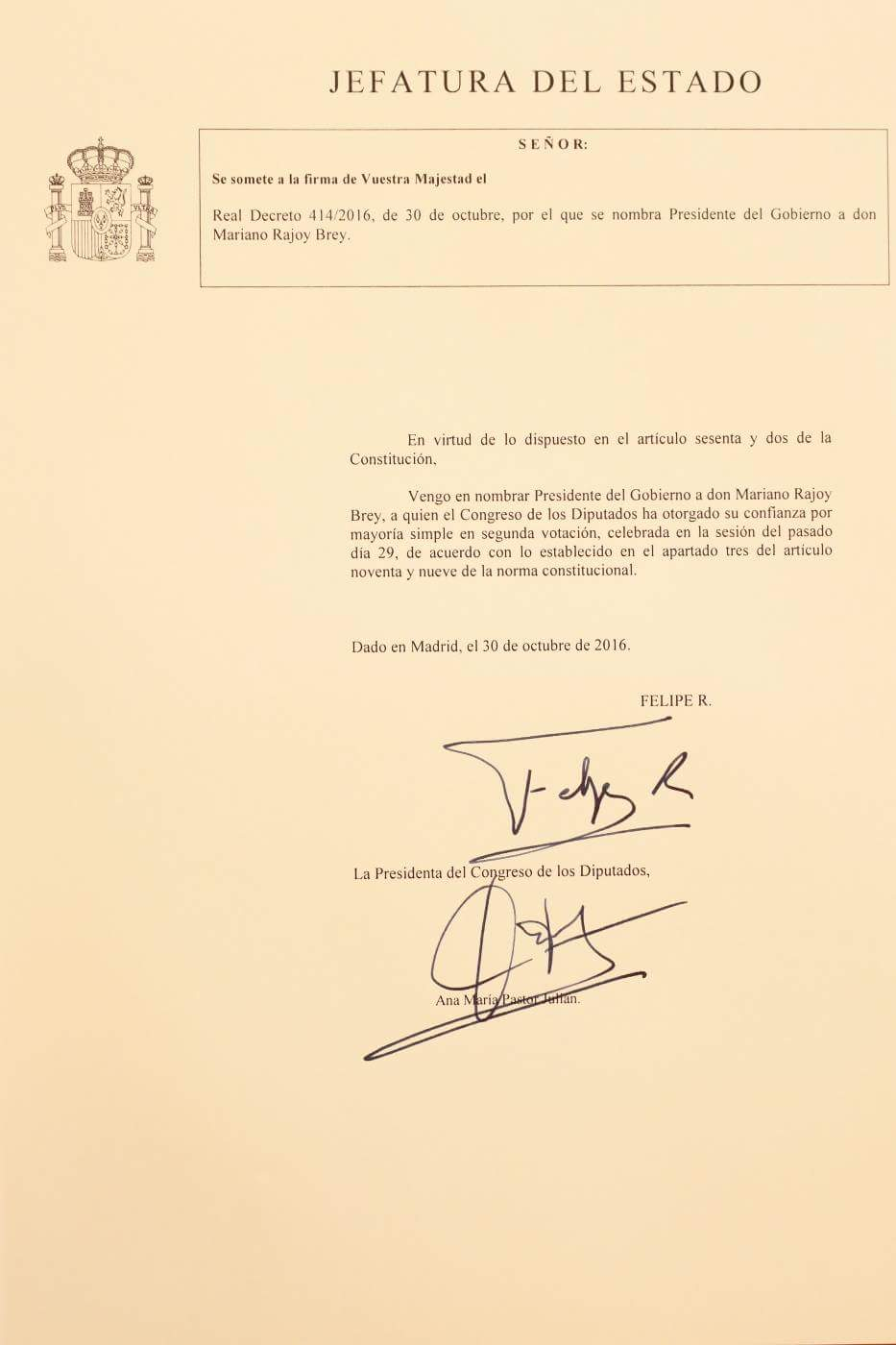
مرسوم ملكي بتعيين دوم ماريانو راخوي رئيسًا للحكومة في عام 2016.

في النظام القانوني الإسباني، المرسوم الملكي (بالإسبانية: Real decreto)‏ هو القاعدة والمعيار القانوني مع وضع اللوائح الصادرة عن السلطة التنفيذية، أي الحكومة الإسبانية، وبموجب الصلاحيات المنصوص عليها في الدستور. ومع ذلك، لا يجب الخلط بين بين المحتوى وشكل المُصادقة: تكتسب الأوامر التي يصدرها مجلس الوزراء شكل المرسوم الملكي، وهو الشكل الذي يتم به إضفاء صبغة شكلية للأمر ولكن ليس كل مرسوم ملكي قواعد ولائحة خاصة به، حيث يعتمد ذلك على المحتوى ذاته.